# 法伊條鰍
法伊條鰍（學名：Nemacheilus pfeifferae）為輻鰭魚綱鯉形目條鰍科條鰍屬的其中一種。分布於亞洲印尼蘇門答臘淡水流域，體長可達6公分，棲息在河川底中層水域，生活習性不明。

## 扩展阅读
維基物種上的相關：法伊條鰍